# Diana Rudnik
Diana Rudnik z domu Bzdyra (ur. 1973 w Opolu) – polska dziennikarka, w latach 1992–2002 i 2006–2016 dziennikarka Telewizji Polskiej, od 2016 dziennikarka TVN.

## Życiorys
Jest absolwentką Publicznego Liceum Ogólnokształcącego nr I im. Mikołaja Kopernika w Opolu z 1992. Ukończyła politologię ze specjalnością dziennikarską w Instytucie Nauk Społecznych Uniwersytetu Opolskiego.
Karierę telewizyjną rozpoczęła w 1992. Była dziennikarką redakcji opolskiej TVP3 Katowice, później pracowała w TVP3 Łódź. W listopadzie 2002 przeszła do Informacji Polsatu. Pracowała również w TV4 jako prezenterka Dziennika. W październiku 2006 wróciła do TVP. Prowadziła najpierw Kurier w TVP3, następnie – po przekształceniu TVP3 w TVP Info w październiku 2007 – Serwis informacyjny TVP Info. Od października 2010 do maja 2011 prowadziła program interwencyjny Celownik w TVP1. Od marca 2014 do marca 2016 współprowadząca Poranek Info w TVP Info. Od 6 września 2015 do 6 stycznia 2016 prowadziła główne wydanie Wiadomości w TVP1 oraz program Dziś wieczorem w TVP Info. Od kwietnia 2016 pracuje w TVN24, prowadzi serwisy informacyjne w paśmie Dzień na żywo, Fakty w południe oraz Fakty po południu.
W 2016 roku zajęła drugie miejsce w plebiscycie Telekamer Tele Tygodnia w kategorii prezenter informacji. Od grudnia 2017 współprowadzi główne wydanie Faktów w TVN o 19:00 oraz Fakty po Faktach w TVN24.